# 高黎贡山薹草
高黎贡薹草（学名：Carex gaoligongshanensis）为莎草科薹草属的植物，是中国的特有植物。分布于中国大陆的云南西北部等地，生长于海拔3,400米至3,600米的地区，多生在山坡哑口灌丛中。